# Joachim von Siegroth

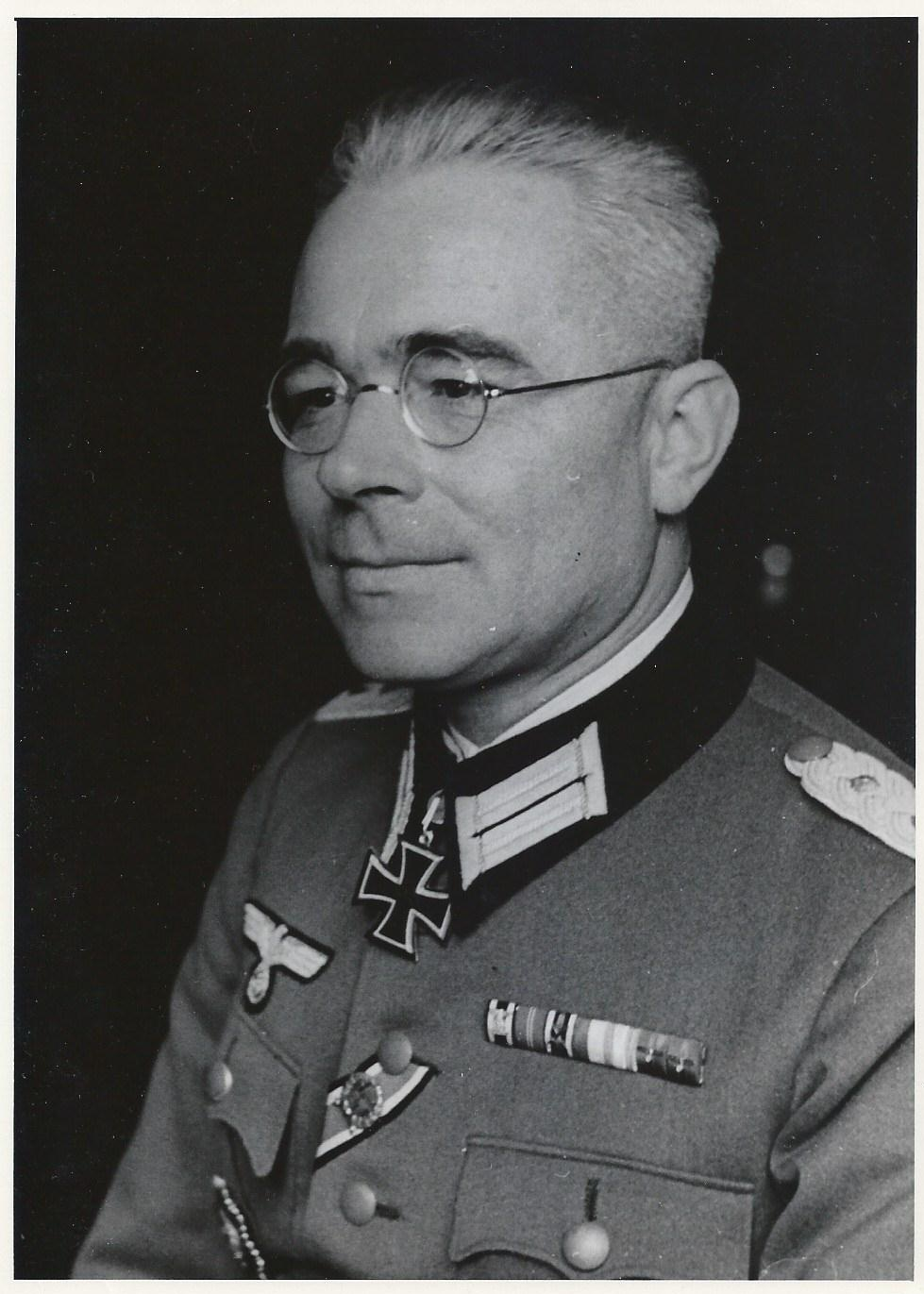
Joachim von Siegroth als Oberst der Wehrmacht (1944)

Joachim von Siegroth und Schlawikau (* 25. Dezember 1896 in Oberlobendau, Niederschlesien; † 2. Mai 1945 bei Halbe) war ein deutscher Generalmajor der Wehrmacht.

## Leben
Siegroth besuchte von 1903 bis 1907 das Adelige Stift in Breslau und wurde ab 1907 in der Kadettenanstalt in Wahlstatt erzogen. Ostern 1913 wurde er an die Hauptkadettenanstalt Lichterfelde in Berlin versetzt, wo er im August 1914 als Portepée-Fähnrich ausschied. Am 11. August 1914 trat er als Fahnenjunker in die Preußische Armee ein. Mit dem Füsilier-Regiment „Graf Roon“ (Ostpreußisches) Nr. 33 nahm er ab August 1914 am Ersten Weltkrieg teil. In der Schlacht von Tannenberg erlitt er eine schwere Beinverwundung durch Granatsplitter. 1915 wurde er zum Leutnant befördert und ein zweites Mal verwundet. Im selben Jahr fiel auch sein Bruder. Ab Juni 1918 bis zum Kriegsende fand er an der Westfront Verwendung. Ausgezeichnet mit dem Eisernen Kreuz II. Klasse, dem Hanseatenkreuz sowie dem Verwundetenabzeichen  in Schwarz war er nach Kriegsende zunächst beim Grenzschutz in Sankt Annaberg/Oberschlesien tätig, bevor Siegroth im Zuge der Heeresverringerung den Militärdienst verließ und 1919 zur Polizei ging. Dort erfolgte 1926 die Beförderung zum Polizei-Hauptmann und 1933 zum Polizei-Major als Leiter der Höheren Polizeischule Potsdam-Eiche.
Am 1. Oktober 1935 wurde er als Major in das Heer der Wehrmacht übernommen, wo er zum traditionsreichen Infanterie-Regiment 9 der 23. Infanterie-Division kam. Am Neujahrstag 1938 wurde er Taktiklehrer an der Kriegsschule Dresden. Bei der Mobilmachung für den Zweiten Weltkrieg war er zunächst an der Infanterieschule Döberitz, bevor er am 26. Januar 1939 Bataillonskommandeur im Infanterie-Regiment 122 am Westwall wurde.
In der zweiten Phase des Westfeldzuges führte er das I. Bataillon des Infanterie-Regiments 122 u. a. in den schweren Kämpfen am Chemin des Dames. Anfang Oktober 1940 wurde er Regimentskommandeur des neuen Infanterie/Grenadier-Regiments 255, das er im Juni 1941 im Verband der 110. Infanterie-Division im Deutsch-Sowjetischen Krieg beim Angriff auf Mittelrussland führte. Das Regiment kämpfte bis Ende 1941 bei Wilna, in der Kesselschlacht bei Smolensk, der Doppelschlacht bei Wjasma und Brjansk und der folgenden Schlacht um Moskau. Am 19. Dezember 1941 erhielt Siegroth das Deutsche Kreuz in Gold.
Am 1. Februar 1942 wurde er zum Oberst befördert und blieb bis Ende 1942 Regimentskommandeur bei der 9. Armee in der Schlacht von Rschew. Ab April 1943 stand die 110. Infanterie-Division bei Brjansk im Einsatz und am 15. November 1943 erhielt von Siegroth als Oberst und Kommandeur des Grenadier-Regiments 255 die Ehrenblattspange des Heeres für seine hervorragenden Leistungen bei den Kämpfen im Gebiet Kurbaki. Im Frühjahr 1944 war er auf dem 10. Divisionsführerlehrgang in Hirschberg und wurde anschließend am 1. Juli 1944 Kommandeur der Fahnenjunkerschule VI in Metz. Mit einer Kampfgruppe der Schule bewährte er sich im Kampf um Metz, insbesondere bei der Verteidigung der Feste Kronprinz. Dafür erhielt er am 18. Oktober 1944 das Ritterkreuz des Eisernen Kreuzes. Zur Erinnerung an den erfolgreichen Einsatz der nach ihm benannten Kampfgruppe wurde am 24. Oktober 1944 auf seine Anregung das Ärmelband Metz 1944 gestiftet, für das er die Verleihungsbefugnis hatte.
Seit dem 1. Februar 1945 war er Kommandeur der 712. Infanterie-Division an der Oder bei Küstrin und führte diese in der Schlacht um die Seelower Höhen. Am 19. April 1945 wurde er durch General der Infanterie Theodor Busse zum Eichenlaub vorgeschlagen, wurde dann sechs Tage vor der Kapitulation der Wehrmacht mit seiner Division im Kessel von Halbe eingeschlossen und ist dort vermutlich beim Ausbruchsversuch gefallen. Die genauen Umstände sind bis heute unbekannt.